# Краснобашкирська сільська рада
Краснобашки́рська сільська рада (рос. Краснобашкирский сельский совет) — муніципальне утворення у складі Абзеліловського району Башкортостану, Росія. Адміністративний центр — село Красна Башкирія.

## Населення
Населення — 3861 особа (2019, 3766 в 2010, 3515 в 2002).

## Склад
До складу поселення входять такі населені пункти:
| Населений пункт                         | Населення, осіб (2002) | Населення, осіб (2010) |
| --------------------------------------- | ---------------------- | ---------------------- |
| Красна Башкирія, село                   | 2286                   | 2435                   |
| Озерне, присілок                        | 520                    | 595                    |
| Покровка, присілок                      | 226                    | 226                    |
| Самарського отділення совхоза, присілок | 483                    | 510                    |